# والرن آندر تراتناخ
والرن آندر تراتناخ (به آلمانی: Wallern an der Trattnach) یک منطقهٔ مسکونی در اتریش است که در ناحیه گرایسکیرچن واقع شده‌است. والرن آندر تراتناخ ۱۴٫۶ کیلومتر مربع مساحت دارد ۲۹۸ متر بالاتر از سطح دریا واقع شده‌است.